# 한국법령정보원
한국법령정보원(韓國法令情報院, Korea Law Information Service)은 대한민국 현행법령집의 발행 및 보급을 전담하기 위하여 설립된 대한민국 법제처 소관 비영리 재단법인으로서 서울특별시 서초구 방배로 16길 5에 위치하고 있다.

## 설립 근거
- 「민법」 제32조 및 「법제처 소관 비영리법인 설립 및 감독에 관한 규칙」 제4조[1]

## 주요 업무

### 국가표준 법령정보 제공
- 대한민국 현행법령집과 인터넷 국가 법령정보에서 제공되는 법령정보를 단일화하여 국가표준법령정보로 제공
- 국가법령정보센터 업데이트 등 현행법령 정확성 유지
- 일원화된 국가표준법령을 활용한 대국민 서비스

### 맞춤형 법령정보 제공
- 찾기 쉬운 생활법령정보, 주문형·단체형 법령정보 등 고객의 요구에 맞게 법령정보를 가공하여 제공
- 찾기 쉬운 생활법령정보, 업데이트로 최신 법령, 중요 협회 등에 대한 맞춤형 법령정보 제공
- 세계법제정보센터, 중소기업 등에 대한 맞춤형 법령정보 제공
- 법령해설 단행본 발간

### 법령 홍보
- 최신공포법령, 이슈법령 해설 등의 정보 제공
- 복수부처 소관 입법정책 패키지 홍보
- 주 단위 중요 개정법령정보 제공
- 취약계층에 대한 단행법령정보 제공

### 법제 교육
- 중요 개정법령 해설 교육(온라인/오프라인)
- 협회·관련 단체의 의뢰를 받아 법령교육 실시

## 연혁
- 1981년 6월 25일 재단법인 법령편찬보급회 설립
- 1989년 12월 21일 한국법제연구원으로 법령집 등의 발간 사업 업무 이관
- 2011년 5월 31일 법령정보관리원 설립 허가
- 2011년 6월 2일 법령정보관리원 설립 등기
- 2011년 7월 4일 초대 원장 조정찬 취임
- 2011년 7월 20일 법령정보관리원 개원식 및 현판식
- 2015년 5월 1일 제2대 허철 원장 취임
- 2018년 5월 24일 한국법령정보원으로 기관명 변경
- 2019년 1월 14일 제3대 이상희 원장 취임
- 2022년 2월 28일 제4대 정만석 원장 취임
- 2025년 4월 제5대 조성주 원장 취임

## 조직

### 한국법령정보원장
- 이사회
- 감사

#### 기획본부
- 기획운영부

#### 법령관리실
- 법령정보관리부
- 법령출판부

#### 법령연계실
- 법령정보연계부
- 공공데이터연계부

#### 법제정보실
- 법제정보부
- 사회생활법령부
- 경제생활법령부
- 조례생활법령부

#### 세계법제실
- 해외법령번역부
- 해외법령정보조사부
- 해외법령교류협력부

민법 제32조(비영리법인 설립과 허가) 학술, 종교, 자선, 기예, 사교 기타 영리아닌 사업을 목적으로 하는 사단 또는 재단은 주무관청의 허가를 얻어 이를 법인으로 할 수 있다. 
법제처 소관 비영리법인의 설립 및 감독에 관한 규칙  ① 법제처장은 비영리법인 설립허가 신청의 내용이 다음 각 호의 기준에 맞는 경우에만 그 설립을 허가한다. 1. 비영리법인의 목적과 사업이 실현가능할 것 2. 목적사업을 할 수 있는 충분한 능력이 있고, 재정적 기초가 확립되어 있거나 확립될 수 있을 것 3. 다른 법인과 같은 명칭이 아닐 것 ② 법제처장은 비영리법인 설립허가 신청을 받았을 때에는 특별한 사유가 없으면 20일 이내에 심사하여 허가 또는 불허가 처분을 하고, 그 결과를 서면으로 신청인에게 통지하여야 한다. 이 경우 허가를 할 때에는 별지 제2호서식의 비영리법인 설립허가증을 발급하고 별지 제3호서식의 비영리법인 설립허가대장에 필요한 사항을 적어야 한다. ③ 법제처장은 비영리법인의 설립허가를 할 때에는 필요한 조건을 붙일 수 있다. 